# Japan Open Tennis Championships 1990
Il Japan Open Tennis Championships 1990 è stato un torneo di tennis giocato sul cemento. È stata la 18ª edizione del Japan Open Tennis Championships, che fa parte della categoria Championship Series nell'ambito dell'ATP Tour 1990 e della Tier IV nell'ambito del WTA Tour 1990. Sia il torneo maschile che quello femminile si sono giocati all'Ariake Coliseum di Tokyo in Giappone, dal 9 al 15 aprile 1990.

## Campioni

### Singolare maschile
Stefan Edberg ha battuto in finale  Aaron Krickstein con il punteggio di 6–4, 7–5

### Doppio maschile
Mark Kratzmann /  Wally Masur hanno battuto in finale  Kent Kinnear /  Brad Pearce con il punteggio di 3–6, 6–3, 6–4

### Singolare femminile
Catarina Lindqvist ha battuto in finale  Elizabeth Smylie con il punteggio di 6–3, 6–2

### Doppio femminile
Kathy Jordan /  Elizabeth Smylie hanno battuto in finale  Hu Na /  Michelle Jaggard con il punteggio di 6–0, 3–6, 6–1